# Peter McDonald
Peter McDonald (22 de septiembre de 1978) es un exciclista profesional australiano.
Debutó como profesional en el 2006 con el equipo australiano del FRF Couriers. En 2008 pasó al mejor equipo del UCI Oceania Tour, el Drapac-Porsche, donde consiguió su primera victoria profesional en una etapa del Tour de Taiwán y del Tour de Hokkaido y un año después consiguió hacerse con el UCI Oceania Tour al vencer en el Campeonato de Australia en Ruta y el Tour de Wellington. En 2010 consiguió su última victoria con una etapa en el Tour de Wellington. En 2011 pasó al también equipo australiano del V Australia donde estuvo hasta el mes de mayo.

## Palmarés
2008
- 1 etapa del Tour de Taiwán
- 1 etapa del Tour de Hokkaido

2009
- Campeonato de Australia en Ruta
- Tour de Wellington, más 1 etapa
- UCI Oceania Tour

2010
- 1 etapa del Tour de Wellington

## Equipos
- FRF Couriers (2006-2007)
  - FRF Couriers-Caravello (2006)
  - FRF Couriers-NSWIS (2007)
- Drapac-Porsche (2008-2010)
  - Drapac-Porsche Development Program (2008)
  - Drapac-Porsche Cycling (2009-2010)
- V Australia (2011)[2]